# Frank Pé

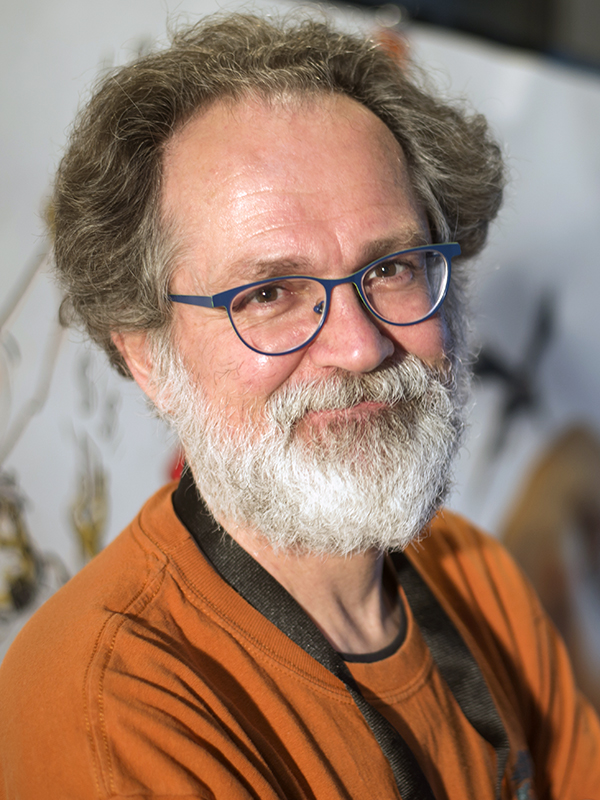
Frank Pé

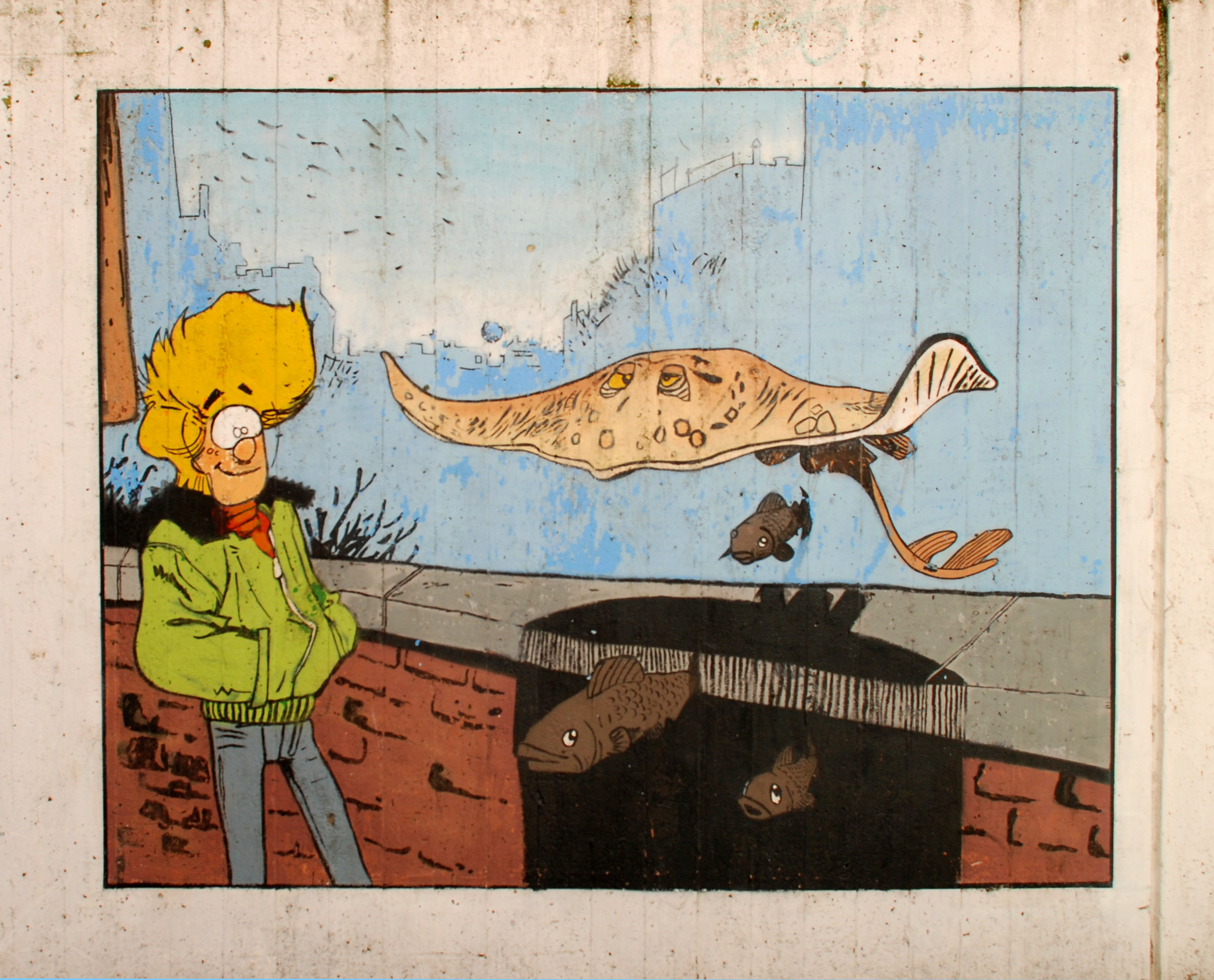
Wandbild « Broussaille » in Louvain-la-Neuve.

Frank Pé (* 15. Juli 1956 in Ixelles) ist ein belgischer Comiczeichner.
Frank Pé studierte am Institut Saint-Luc in Brüssel. Ab 1973 wurde er für das Magazin Spirou aktiv und zeichnete Kurzcomics. 1978 debütierte seine Figur Broussaille (dt. Jonas Valentin) in humoristischen Naturbeobachtungen in der Serie Les Papiers de Broussaille. 1984 erschien die erste albenlange Geschichte zusammen mit dem Texter Michel de Bom bei Dupuis. Ab 1994 erschien mit Zoo ein Dreiteiler über einen Tierpark im Ersten Weltkrieg (mit Philippe Bonifay als Szenarist).

## Werke (Auswahl)
- 1984–2004: Jonas Valentin (Broussaille, 5 Alben; Gesamtausgabe in 2 Bänden inkl. Kurzgeschichten und der Papiers de Broussaille)
- 1994–2007: Zoo (3 Bände)
- 2016: Spirou und Fantasio Spezial – Das Licht von Borneo (Le Spirou de – La lumière de Bornéo)
- 2020–2023: Marsupilami – Die Bestie (La Bête, 2 Bände)